# Lemmings

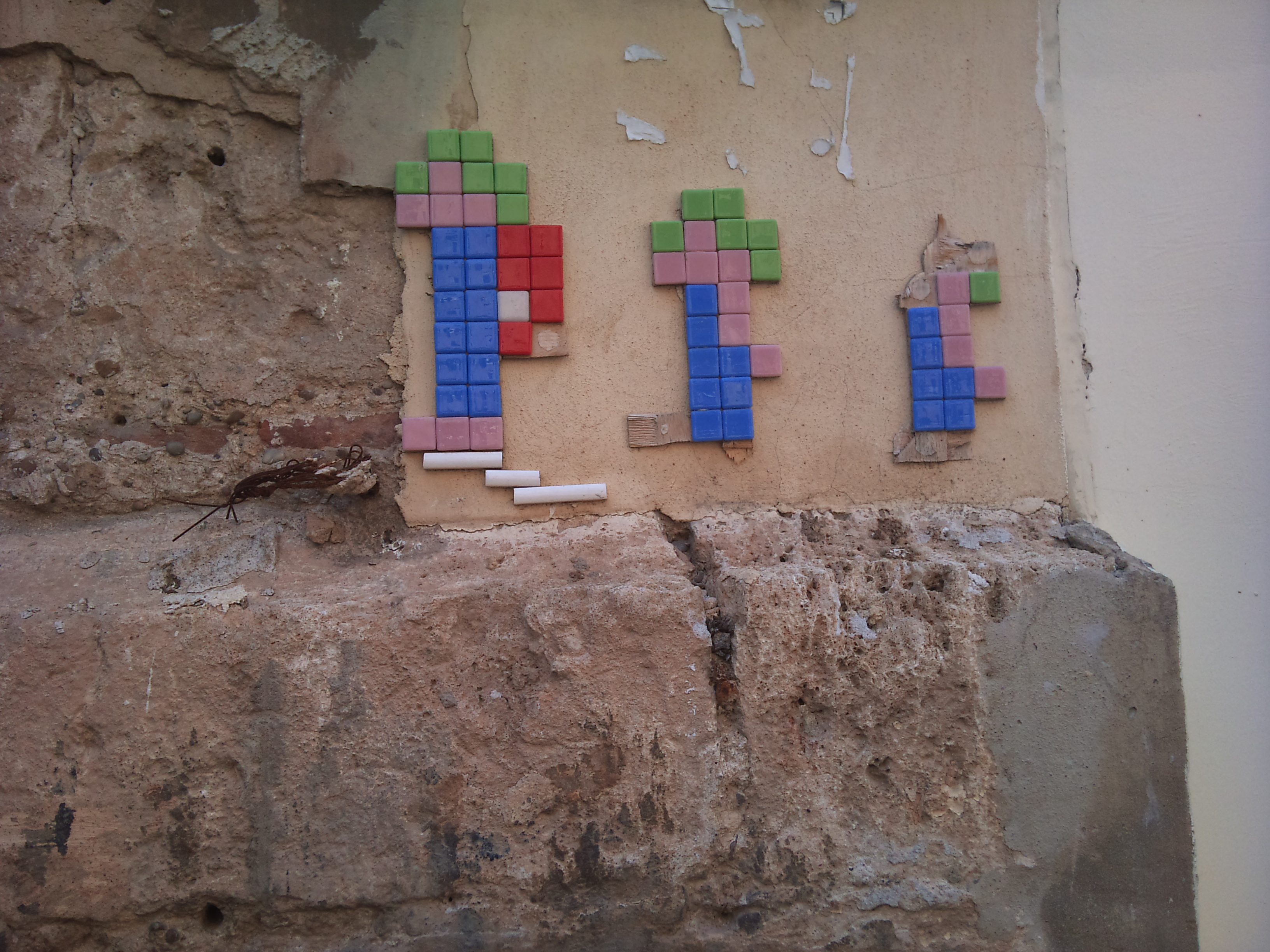
Lemminge im verpixelten Stil des ersten Computerspielteils an einer Hauswand in Valencia

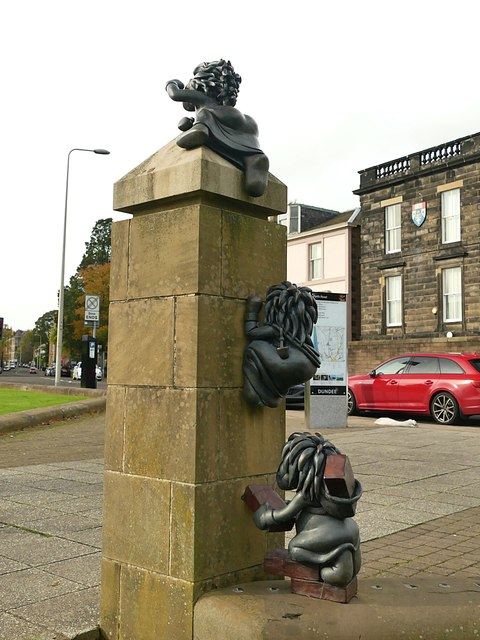
Skulptur im Seabraes Park, Dundee in der Nähe des ursprünglichen Büros von DMA Design

Lemmings ist eine Reihe von Computerspielen des Entwicklers DMA Design, die ab 1991 von Psygnosis veröffentlicht wurden. Sie waren vor allem Anfang der 1990er-Jahre sehr populär und besitzen nach wie vor eine Fangemeinde.
Die Spiel-Lemminge sind kleine Geschöpfe mit grünen Haaren und blauem Anzug. Sie sind nicht besonders intelligent und gehen stur geradeaus, bis sie auf ein Hindernis stoßen, in einen Abgrund fallen oder auf platzierte Objekte stoßen, die ihnen eine neue Richtung geben. Aufgabe des Spielers ist es, in diesen Automatismus mit verschiedenen Aktionen einzugreifen.

## Spielprinzip
Der Spieler muss in jedem Level eine Horde von bis zu 100 Lemmingen von einem Eingang zu einem Ausgang führen. Dabei gilt es, möglichst viele Lemminge vorbei an Hindernissen, Abgründen und Fallen zu leiten, damit eine vorgegebene Mindestanzahl den Ausgang erreicht. Ohne ein Eingreifen des Spielers laufen die Lemminge immer weiter geradeaus, bis sie an einem Hindernis umkehren oder zu Tode kommen. Letztes geschieht meist durch Stürze aus großer Höhe oder aus dem Spielfeld hinaus, seltener auch durch Ertrinken, Verbrennen, diverse Fallen oder durch Sprengung durch den Spieler.
Der Spieler kann einem Lemming per Mausklick spezielle Aufgaben zuweisen:
- Blockierer, nachfolgende Lemminge wechseln an ihm die Richtung
- Kletterer, senkrechte aber nicht überhängende Wände werden erklommen
- Fallschirmspringer, dieser Lemming übersteht Stürze aus großer Höhe
- Athlet, kombiniert Kletterer und Fallschirmspringer
- Stiegenbauer
- Bergmann, gräbt in verschiedene Richtungen
- lebende Zeitbombe

Diese Fähigkeiten stehen allerdings nur in begrenzter Anzahl zur Verfügung. Meistens sind nur bestimmte Fähigkeiten für ein Level verfügbar.
In den späteren Versionen gibt es dann noch verschiedene Lemming-„Stämme“, jeweils mit verschiedenen Sonderfähigkeiten.
Der wichtigste und am schwierigsten zu meisternde Faktor ist das Timing. Da die Lemminge ständig in Bewegung sind, bestimmt das Timing wo z. B. eine Treppe gebaut oder ein Gang gegraben wird. Diese müssen oft genau positioniert werden, um Hindernisse und Abgründe zu umgehen oder aber passierbare Stellen zu erreichen. Die Timingproblematik wird potenziert, wenn mehrere, mitunter auch voneinander entfernte, Lemminge gleichzeitig instruiert werden müssen.
Um Wartezeiten (z. B. bis alle Lemminge den Ausgang erreicht haben) zu verkürzen, wurden in späteren Versionen spezielle Beschleunigungsfunktionen eingebaut.

## Geschichte
Nachdem DMA Design in ihr erstes Büro gezogen waren, begannen sie die Entwicklung des Spiels Walker. Scott Johnson zeichnete für das Spiel Animationen von Spielfiguren mit 16×16 Pixeln Größe. Als ein Beweis, dass auch mit 8×8 Pixeln größere Spielfiguren möglich sind, zeichnete David Railly daraufhin kleinere animierte Figuren, darunter auch skurrile Todesanimationen. Gary Timmons zeichnete weitere Todesanimationen, woraufhin Russell Key meinte, dass man daraus ein Spiel machen könnte. Key entwickelte eine Demoversion, die er im September 1989 Psygnosis vorstellte.

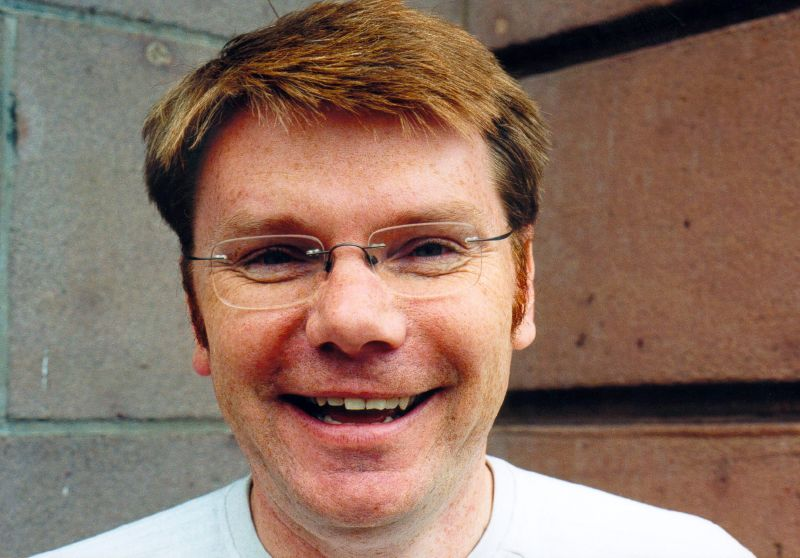
Programmierer David Jones (2003)

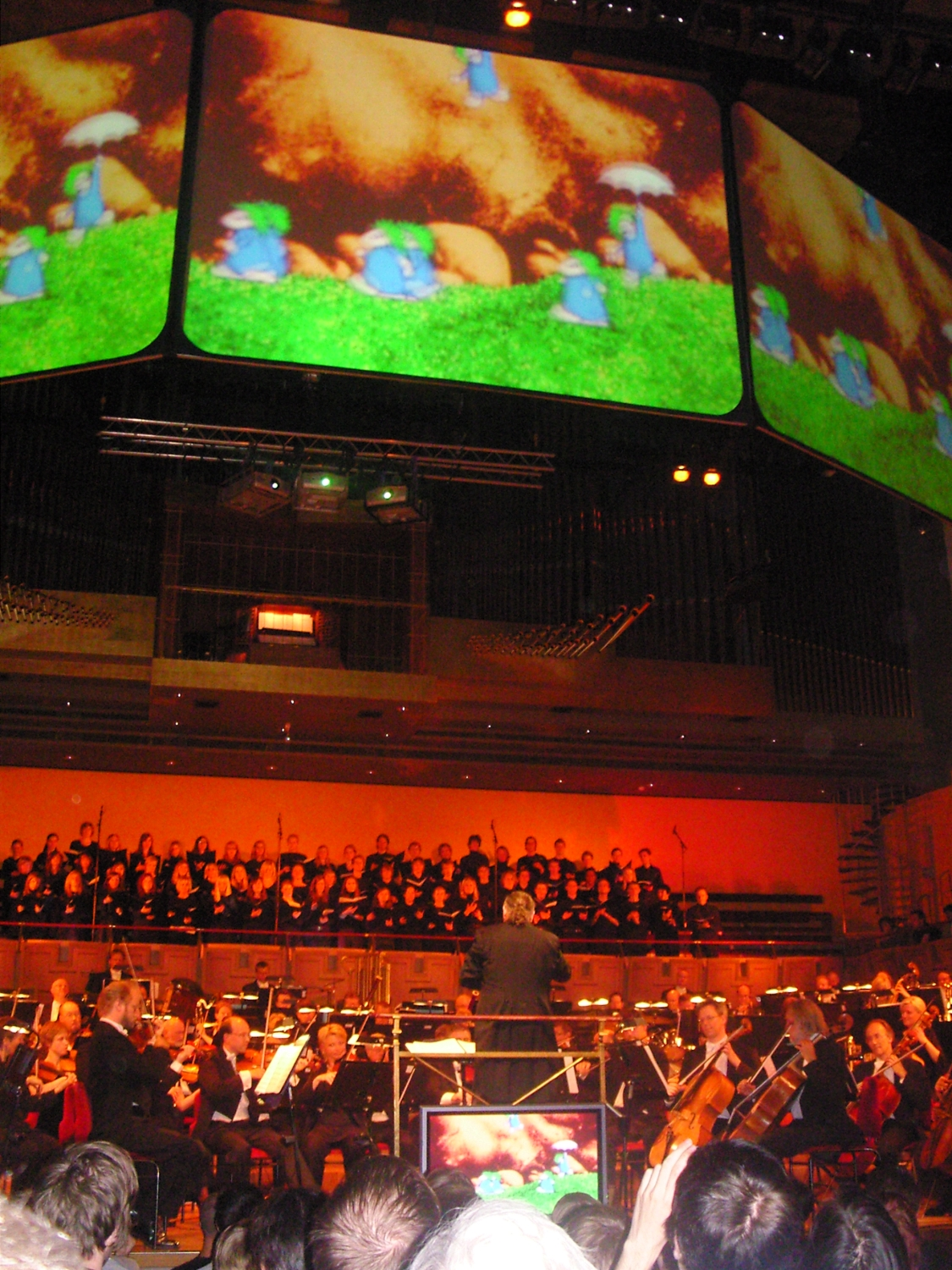
„Play! A video game symphony XVI“-Live-Konzert des Soundtracks eines späteren Lemming-Teils. Auf den Bildschirmen das „Lemmings“-Spiel. (2. Juni 2007)

DMA-Mitarbeiter Dave Jones entschloss sich, das Spiel zu programmieren. Timmons und Johnson entwickelten die Grafik. Psygnosis testete die Levels und gab Feedback. Dailly schuf vier spezielle Levels, deren Grafiken aus Amiga-Spielen von Reflections und Psygnosis stammten. Diese waren Shadow of the Beast 1+2, Blood Money und Menace. Ein verbreiteter Irrtum rankte sich um das Level All the 6′s, das aus drei Sechsern besteht. Es handelte sich dabei ursprünglich nicht wie oft vermutet um eine Anspielung auf die biblische Zahl, sondern um eine Idee Raillys, der zunächst versuchte, ein Level aus Fünfern zu kreieren. Es gelang ihm nicht, die Anzahl der für den Levelabschluss zu rettenden Lemminge auf 55 Prozent zu bringen, jedoch schaffte er 66 Prozent. Er entwickelte die Idee daraufhin mit Sechsern statt Fünfern. Erst später fiel es auf, dass er stattdessen die Anzahl der Lemminge hätte verändern können. Da er das Level im Höllen-Grafikset angesiedelt hatte, dachte er nun an die biblische 666. Diese Spezial-Levels sind nicht in allen Spielversionen enthalten.
Scott Johnsons jüngerer Bruder Brian Johnson entwickelte Soundeffekte und Musik für das Spiel, wobei er vor allem auf klassische Musik zurückgriff. Gary Timmons entwickelte die Intro-Musik. Scott Johnsons Mutter lieh den Lemmings ihre Stimme.
Es wurde ein Zweispielermodus per Nullmodemkabel entwickelt, der zu einem Splitscreen-Modus umgeschrieben wurde. Weil es am PC zu technischen Problemen bei mehr als einer gleichzeitig verwendeten Maus kam, wurde dieser nur beim Amiga und Atari ST verwendet.
Erstmals wurde die Schnellvorlauffunktion bei der nie erschienenen Arcade-Version benutzt. Diese wurde später bei Lemmings 2 integriert.
Die Rechte an Lemmings gingen bei der Übernahme von Psygnosis an Sony.
2010 veröffentlichte Brutal Deluxe, der Entwickler, der den Port für die Apple-IIgs-Version von Lemmings erstellt hatte, den Quelltext des Spiels (und weiterer Spiele der Ära).

## Plattformen
Das erste Lemmings-Spiel entstand für den Amiga. Es wurde auf Atari ST, Atari Lynx, Macintosh (Mac OS), Commodore 64, Acorn Archimedes, MS-DOS (PC-kompatibles DOS), Windows, OS/2, SAM Coupé, ZX Spectrum, Schneider CPC, NES, SNES, Game Boy, Game Boy Color, Sega Mega Drive, Sega Master System, Sega Game Gear, PlayStation, PlayStation 2, PlayStation 3, PlayStation Portable, PlayStation Vita, Palm OS, iPhone und weitere Systeme portiert. 1993 entstand ein gleichartiges Spiel namens The Brundles für Atari-8-Bit-Rechner.

## Spiel-Versionen
- Lemmings (1991)

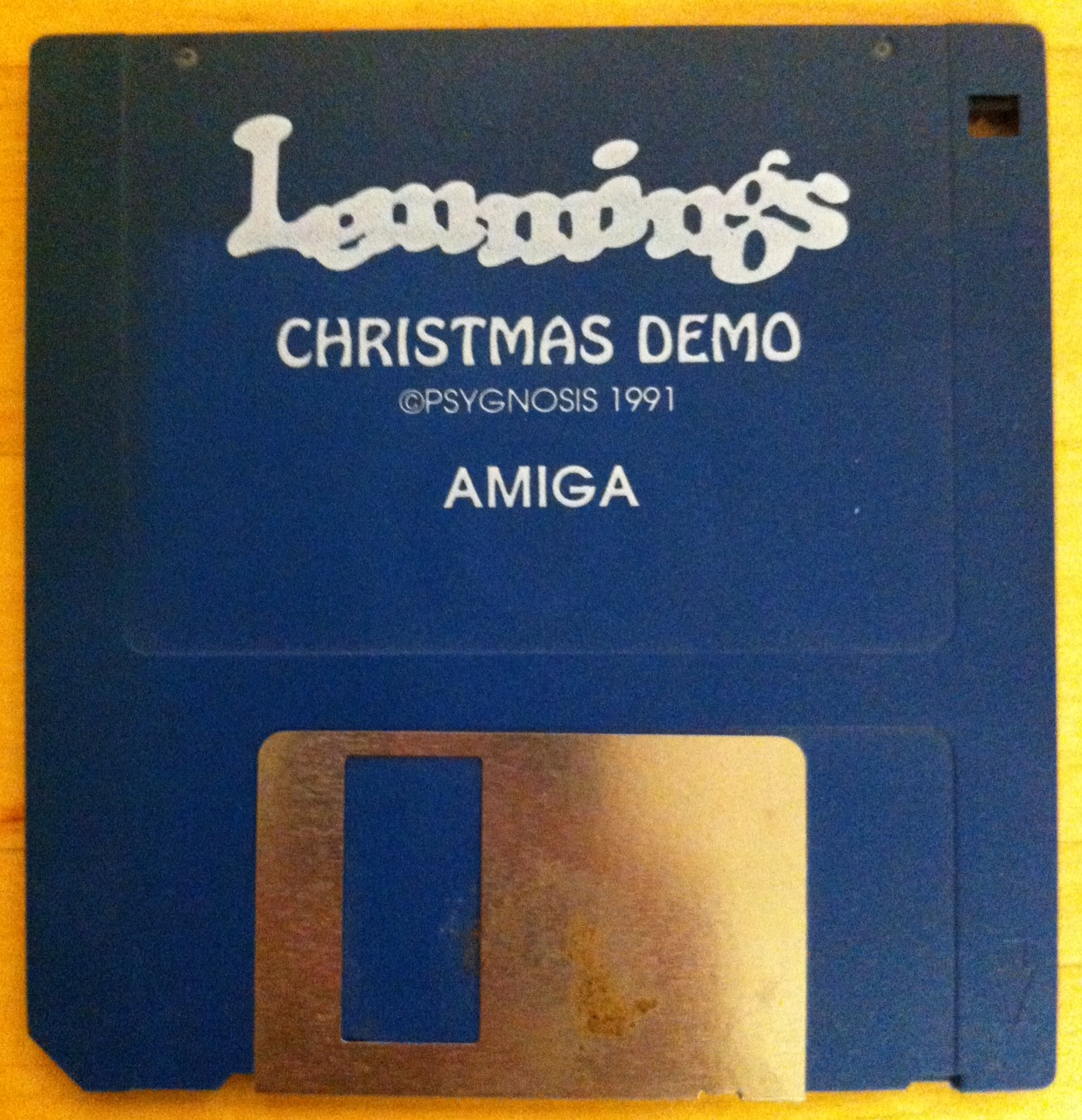
Eine Diskette mit Weihnachts-Demoversion (1991) für Amiga

- Oh No! More Lemmings (1991; Zusatz-Disk für Lemmings von 1991)
- Holiday Lemmings alias Xmas Lemmings (1991 bis 1994; vier Weihnachts-Spezialausgaben, 1991 und 1992 mit nur vier Leveln und kostenlos)
- Lemmings 2: The Tribes (1993)
- Lemmings 3 alias All New World of Lemmings alias The Lemmings Chronicles (1994)
- Lemmings für Windows (1995; Windows-Version (Win32s) von Lemmings und Oh No! More Lemmings)
- 3D Lemmings (1995)
- Lemmings Paintball (1996; Ableger)
- The Adventures of Lomax (1996; ein Plattform-Spiel als Ableger der Reihe)
- Lemmings Revolution (2000)
- Lemmings (PSP, PS2, PS3, 2006)
- Lemmings Tribes für J2ME-fähige Mobiltelefone (2008)
- Lemmings Touch (PlayStation Vita, 2014)
- Lemmings (iOS, 2019)
- Lemmings (Android, 2019)

## Rezeption
| Spiel          | GameRankings | Metacritic              |
| -------------- | ------------ | ----------------------- |
| Lemmings       | SNES: 82 %   |                         |
| Lemmings       |              | PS3: 59/100 PSP: 76/100 |
| Lemmings Touch |              | 63/100                  |

## Klone und Varianten
- 1992 entstand eine Lemmings-Parodie namens Lamers für DOS. Das Spielziel ist es, die kleinen Figuren mit Waffen, wie z. B. einer Pistole, davon abzuhalten, den rettenden Ausgang zu erreichen. Das Spiel kursierte damals in BBS-Kreisen und war Ende 1992 neben anderen Programmen auch in einer Ausgabe der Zeitschrift Disc-EDV-Report auf Diskette zu finden.
- 1992 entstand der Lemmings-Klon The Humans, bei dem Steinzeit-Menschen mithilfe von Leitern, Speeren, Fackeln, Rädern, Seilen und später mit einem Hexen-Doktor in einer bestimmten Zeit zum Ausgang der Level gelangen müssen. 1993 erschien ein zweiter Teil für DOS und Amiga. Der dritte Teil folgte 1995, ebenfalls für DOS und Amiga (AGA). 2009 wurde Teil drei für Windows veröffentlicht.
- 1998 erschien für Linux, Windows und klassisches Mac OS ein Lemmings-Klon mit dem Namen Pingus, bei dem, als Anspielung auf das Linux-Maskottchen Tux, statt der Lemming-Figuren Pinguine verwendet werden.
- 2006 erschien Ottifanten Ostfriesen Lemminge in Not für Windows 98 SE als Lemmings-Klon mit Ottifanten statt Lemmingen, die 40 Level durchlaufen.
- 2010 erschien der Lemmings-Klon Clones für Windows, bei dem Aliens durch 10 verschiedene Morphs ihrer Körper durch die Level gelangen. Es gibt verschiedene Spiel-Modi, einen Multiplayer-Modus, ein Ranking-System, einfache KI und einen Level-Editor.
- 2015 erschien MouseCraft, in dem Mäuse mithilfe von Tetris-Steinen als eine Art Leiter durch 80 Level gelangen müssen. Das Spiel bietet einen Level-Editor und erschien für Windows, Ouya, PlayStation 4 und PlayStation Vita.